# 羅基福克鎮區 (密蘇里州布恩縣)
羅基福克鎮區（英語：Rocky Fork Township）是位於美國密蘇里州布恩縣的一個行政鎮區。

## 地方資料
羅基福克鎮區的面積為286.43平方千米，當中陸地面積為285.34平方千米，而水域面積為1.09平方千米。根據2020年美國人口普查的數據，當地共有人口9322人，而人口密度為每平方千米32.55人。